# Лэйси, Престон
Престон Лейси (англ. Preston Lacy, род. 14 августа 1969, Картидж, Миссури) — американский каскадёр, актёр, комик и одна из звезд медиафраншизы «Чудаки».

## Карьера
До переезда в Калифорнию Лейси работал водителем грузовика в штате Миссури. Он снялся в нескольких рекламных роликах, включая один для Napster, который транслировался во время «Супербоул XXXIX». Впервые Лейси познакомился с Джонни Ноксвиллом через бывшую жену Ноксвилла, которая владела компанией по производству одежды. Лейси был нанят для перевозки текстиля для компании. Подружившись с Ноксвиллом, Лейси начал предлагать ему идеи для серии «Чудаки». Первоначально Ноксвилл был привлечен в качестве сценариста, но потом убедил Лейси участвовать в трюках.
Лейси гастролировал, выступая со стендап-комедией. В частности, он участвовал в BBM Comedy Tours в Нью-Йорке и Флориде, а также выступал на фестивалях, в клубах и барах по всей территории США.

### В «Чудаках»
В «Чудаках» Лейси чаще всего снимается с Джейсоном «Ви Мэном» Акуньей, и в их наиболее распространенных сценках Лейси гоняется за Акуньей по общественным улицам в одних трусах и белых футболках, демонстрируя свое ожирение. Лейси внес свой вклад во многие идеи, которые впоследствии стали сценками и трюками «Чудаков». В «Придурках 2.5» (2007) стало известно, что Лейси испытывает сильный страх высоты.